# 禾生駅
禾生駅（かせいえき）は、山梨県都留市古川渡にある富士山麓電気鉄道富士急行線の駅。駅番号はFJ04。

## 歴史
- 1929年（昭和4年）6月19日：開業。
- 1978年（昭和53年）8月：委託化。
- 2015年（平成27年）3月14日：ICカード「Suica」の利用が可能となる[1]。
- 2022年（令和4年）4月1日：富士急行の鉄道事業分割に伴い、富士山麓電気鉄道の駅となる[2]。

## 駅構造

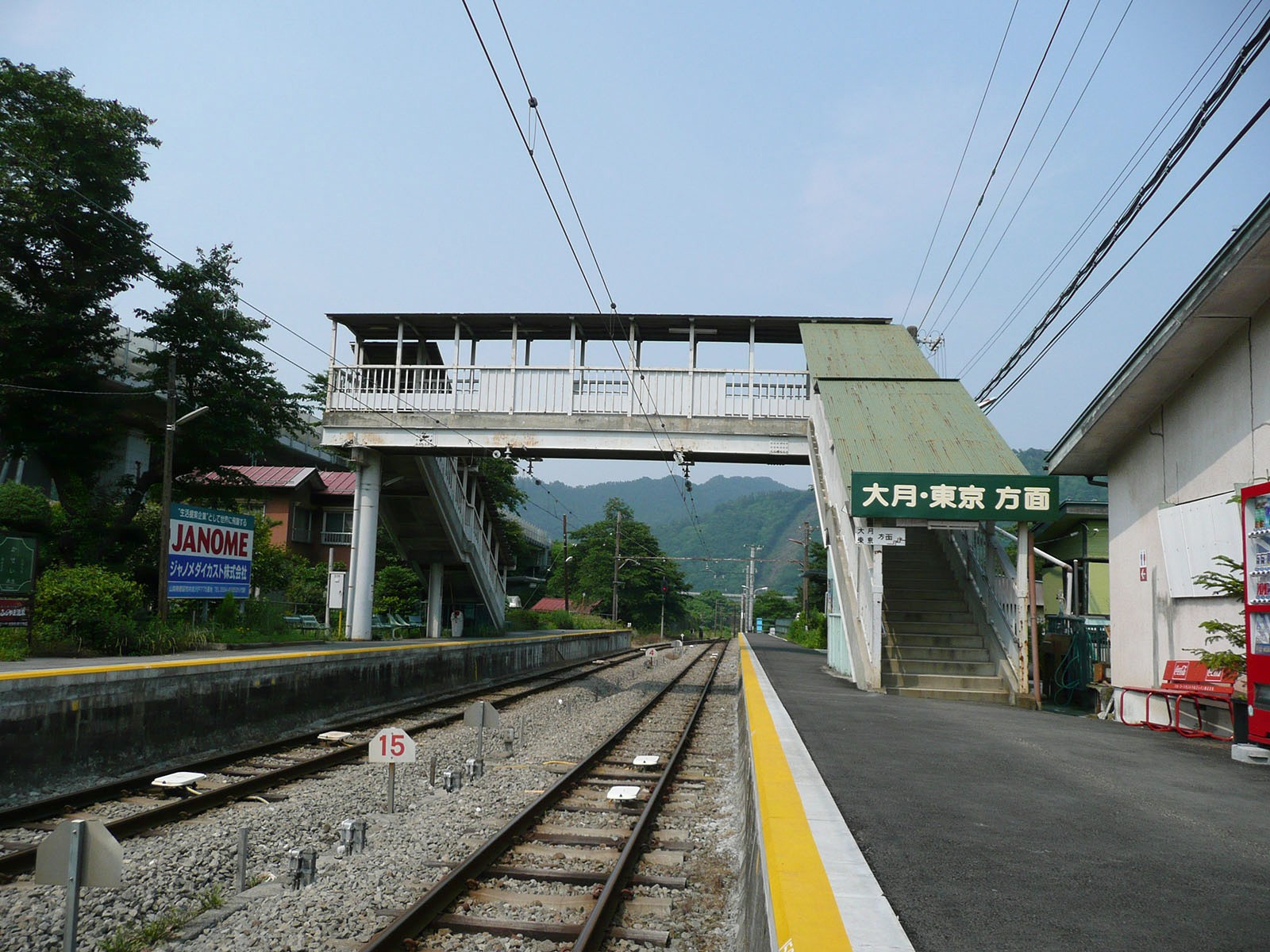
ホーム（2009年6月）

相対式ホーム2面2線を有する地上駅。南東側から1番線ホーム、2番線ホームの順に並び、1番線ホームの赤坂方の端に接して駅舎が設けられている。2番線ホームへは踏切側からスロープを上がったところに設置された扉を自分で開閉するか、跨線橋が利用できる。なお富士急行線の駅の中で跨線橋が設けられているのは当駅のみである。
ホームは他の駅と違い3両分の長さしかないので、4両編成の列車（現行ダイヤではE233系のみ）においては前側3両から乗降、最後尾1両はドアカットとなる。
以前は直営駅であったが1978年（昭和53年）から業務委託駅となっている。駅舎内部には簡易Suica改札機、待合所と出札口が設けられているが、窓口業務は休止中のため、自動券売機（早朝・深夜は非稼働）が設置されている。土曜日と日曜日には地元の農家の作った野菜などを駅舎内部で販売することがある。

### のりば
| 番線 | 路線        | 方向 | 行先                                 | 備考             |
| ---- | ----------- | ---- | ------------------------------------ | ---------------- |
| 1    | ■富士急行線 | 下り | 富士山・富士急ハイランド・河口湖方面 |                  |
| 1    | ■富士急行線 | 上り | 大月・東京・甲府方面                 | 通常はこのホーム |
| 2    | ■富士急行線 | 上り | 大月・東京・甲府方面                 | 主に行違い時     |

駅舎側の1番線を主本線とした一線スルーとなっており、行違いがない場合は基本的に両方向とも1番線ホームに発着する。2番線は対向列車（不定期列車を含む）との行違いを行う上り列車が入線する。

## 利用状況
2021年度（令和3年度）の1日平均乗降人員は450人である。
| 1日乗降人員推移 | 1日乗降人員推移 |
| 年度            | 1日平均人数     |
| --------------- | --------------- |
| 2011年          | 735             |
| 2012年          | 770             |
| 2013年          | 727             |
| 2014年          | 648             |
| 2015年          | 532             |
| 2016年          | 548             |
| 2017年          | 561             |
| 2018年          | 475             |
| 2019年          | 558             |
| 2020年          | 388             |
| 2021年          | 450             |

## 駅周辺
駅名は建設当初の所在地であった南都留郡禾生村に由来する。禾生村の名は1875年（明治8年）に同村が成立した際、禾（稲）がよく産出されたことから付けられたものである。
毎年この駅から海上保安庁羽田特殊救難基地の新人隊が羽田特殊救難基地までの100kmの道のりを歩いている。
駅の北東方向に約1 kmのところをリニア山梨実験線（中央新幹線）が通り、富士急行線とは田野倉駅との間で立体交差している。駅のすぐ北に中央自動車道が線路と並行して走っている。
- 国道139号
- 都留市立禾生第一小学校
- 禾生地域コミュニティセンター
- 禾生郵便局
- 都留信用組合 禾生支店
- カインズスーパーセンター・ベイシア都留店
- 道の駅つる - 当駅から徒歩約20分。富士急山梨バスで4分。
- 山梨県立リニア見学センター - 当駅から徒歩25分 - 30分。バスで6分[6]。
- 川茂発電所

## バス路線
駅から約100メートル離れた国道139号沿いに富士急バス「禾生駅前」バス停があり以下の各方面の路線が発着する。
- 都留市駅、都留文科大学前駅方面
- 道の駅つる、県立リニア見学センター、大月駅方面

また、予約型乗合タクシー「つる〜と禾生・盛里」が利用できる（事前に電話予約が必要）。

## その他
- テレビ東京系列の番組である日曜ビッグバラエティ（2008年9月14日放送）で、当駅住み込みの駅員の業務や人となりが紹介されたことがあった[9]。

## 隣の駅
富士山麓電気鉄道
■富士急行線
田野倉駅 (FJ03) - 禾生駅 (FJ04) - 赤坂駅 (FJ05)